# Mateusz Wyrwich
Mirosław Mateusz Wyrwich (ur. 21 września 1951 w Białogardzie) – polski politolog, dziennikarz, komentator telewizyjny i pisarz.

## Życiorys
Absolwent Wydziału Dziennikarstwa i Nauk Politycznych Uniwersytetu Warszawskiego (1983).
W latach 1968–1969 pracował w Fabryce Samochodów Osobowych w Warszawie, w latach 1969–1971 w Centrum Elektronicznej Techniki Obliczeniowej Przemysłu Budowlanego Etob, w latach 1971–1973 w Klubie Studenckim Sigma przy UW, w latach 1974–1977 w ZOZ w Warszawie, m.in. w Domu Opieki Społecznej im. Matysiaków, w latach 1977–1980 w Telewizji Polskiej w Warszawie.
Z dziennikarstwem związany od 1980 r., kiedy to publikował w czasopismach „Kultura”, „Literatura”, „Polityka”. W 1981 r. dziennikarz „Tygodnika Solidarność”. W latach 1982–1989 publicysta prasy podziemnej: „Tygodnika Wojennego” (także członek tzw. redakcji zastępczej, która wydała numery 75-80 pisma) i „Samorządnej Rzeczypospolitej”.
W latach 1988–1989 był sekretarzem komisji ds. samorządu terytorialnego Komitetu Obywatelskiego przy przewodniczącym „Solidarności” Lechu Wałęsie. W 1989 r. uczestniczył w obradach Okrągłego Stołu, w podzespole ds. samorządu terytorialnego.
Pod koniec lat osiemdziesiątych drukował również w prasie polonijnej (USA). W Polsce niepodległej dziennikarz tygodników: „Spotkania”, „Nowe Państwo”, „Przewodnik Katolicki”, „Niedziela” i dziennika „Życie”.
W 1999 r. został uhonorowany odznaką Zasłużony Działacz Kultury, w 2006 r. odznaczony przez Prezydenta RP Lecha Kaczyńskiego Srebrnym Krzyżem Zasługi. W marcu 2011 r., wspólnie z żoną Joanną Łukasiewicz-Wyrwich, odmówił przyjęcia przyznanych im przez Prezydenta RP Bronisława Komorowskiego za działalność w stanie wojennym Krzyża Kawalerskiego Orderu Odrodzenia Polski, które przyjął z rąk jego następcy, Andrzeja Dudy w 2016. W czerwcu 2025 odznaczony przez Prezydenta RP Krzyżem Oficerskim Orderu Odrodzenia Polski za wybitne osiągnięcia w podejmowanej z pożytkiem dla kraju działalności zawodowej i społecznej, za zasługi dla wolnej Polski. W 2023 otrzymał Medal „Pro Patria”. Otrzymał także Krzyż Wolności i Solidarności.
Autor ponad 2000 reportaży prasowych o tematyce społecznej i historycznej, reportaży telewizyjnych, scenariuszy filmowych, słuchowisk. Godne odnotowania są słuchowiska Gladiator oraz Rozgrzeszenie, zrealizowane dla Teatru Polskiego Radia zgodnie ze scenariuszem Mateusza Wyrwicha. Członek Stowarzyszenia Dziennikarzy Polskich, Stowarzyszenia Pisarzy Polskich, Stowarzyszenia Wolnego Słowa.
Autor książek:
- Łagier Jaworzno (1995)
- Czarne i białe (2000)
- W celi śmierci (2002, wyd. II-gie 2012)
- Kapelani Solidarności 1980–1989 (t.1. 2005, t.2. 2007, t.3. 2009)
- Trzecia wojna światowa już była (2007)
- Ogłoszono mnie szaleńcem. Reportaże historyczne (2012)
- Obozy pogardy. Komunistyczne obozy represji w Polsce 1944-1956 (2015)
- Powstanie '44. Zachowali się, jak trzeba (2017)
- Wyklęci. W celi śmierci (2019)